# إي. جان كارول
إي. جان كارول (بالإنجليزية: E. Jean Carroll) هي صحفية أمريكية، ولدت في 12 ديسمبر 1943.

## وصلات خارجية
- إي. جان كارول على موقع IMDb (الإنجليزية)